# Saison 1942-1943 de la LAH
Saison précédente Saison suivante
La saison 1942-1943 est la septième saison de la Ligue américaine de hockey. En raison de la Seconde Guerre mondiale, deux franchises arrêtent leurs activités avant le début de la saison.

## Saison régulière et contexte
En 1942, l'effort de guerre des États-Unis s'intensifie et les Indians de Springfield voient leur patinoire réquisitionnée. Eddie Shore, directeur et propriétaire des Indians, décide alors de suspendre son équipe et de louer le service de ses joueurs aux Bisons de Buffalo dont il prend le contrôle. L'équipe de Philadelphie arrête également ses activités et il ne reste plus que quatre équipes dans chaque division ; pour balancer l'arrêt de deux équipes de la division Est, les Bears de Hershey rejoignent la division de l'Ouest. Deux divisions de quatre équipes sont donc mises en place mais le 18 janvier 1943, les Eagles de New Haven arrêtent leurs activités après 32 matchs joués. Même si les Bears de Hershey terminent avec le plus grand nombre de points au classement général, ce sont les Bisons qui reçoivent le trophée F.-G.-« Teddy »-Oke de la meilleure équipe de la division Ouest. Le classement officiellement établi par la LAH est un classement unique pour toutes les équipes sans distinction de divisions ; les deux premières équipes sont qualifiées pour les séries éliminatoires, directement pour les demi-finales, alors que les quatre suivantes jouent un tour préliminaire.

### Résultats des matchs
Les résultats de l'ensemble des matchs de la saison sont donnés dans le tableau ci-dessous.
| Date              | Équipe domicile | Score    | Équipe visiteuse |
| ----------------- | --------------- | -------- | ---------------- |
| 27 octobre 1942   | Buffalo         | 5–3      | Indianapolis     |
| 27 octobre 1942   | Cleveland       | 7–2      | Pittsburgh       |
| 27 octobre 1942   | Hershey         | 5–1      | New Haven        |
| 28 octobre 1942   | New Haven       | 1–6      | Buffalo          |
| 28 octobre 1942   | Pittsburgh      | 5–3      | Washington       |
| 29 octobre 1942   | Providence      | 5–2      | Buffalo          |
| 31 octobre 1942   | Pittsburgh      | 1–3      | Indianapolis     |
| 31 octobre 1942   | Hershey         | 3–2      | Providence       |
| 31 octobre 1942   | Cleveland       | 4–0      | Washington       |
| 1er novembre 1942 | Buffalo         | 6–3      | Pittsburgh       |
| 1er novembre 1942 | Indianapolis    | 9–1      | Washington       |
| 1er novembre 1942 | New Haven       | 1–3 (P)  | Cleveland        |
| 1er novembre 1942 | Providence      | 1–3      | Hershey          |
| 4 novembre 1942   | Washington      | 4–2      | Providence       |
| 4 novembre 1942   | Pittsburgh      | 3–1      | Hershey          |
| 4 novembre 1942   | New Haven       | 2–2 (P)  | Indianapolis     |
| 5 novembre 1942   | Buffalo         | 1–0      | Cleveland        |
| 5 novembre 1942   | Providence      | 4–3      | Indianapolis     |
| 7 novembre 1942   | Washington      | 4–2      | Indianapolis     |
| 7 novembre 1942   | Hershey         | 2–3      | Pittsburgh       |
| 7 novembre 1942   | Cleveland       | 7–2      | Buffalo          |
| 8 novembre 1942   | Buffalo         | 5–1      | Hershey          |
| 8 novembre 1942   | Indianapolis    | 5–2      | Cleveland        |
| 8 novembre 1942   | New Haven       | 4–4 (P)  | Washington       |
| 8 novembre 1942   | Providence      | 4–3 (P)  | Pittsburgh       |
| 11 novembre 1942  | New Haven       | 3–2      | Pittsburgh       |
| 11 novembre 1942  | Indianapolis    | 8–2      | Providence       |
| 11 novembre 1942  | Hershey         | 5–3      | Washington       |
| 12 novembre 1942  | Buffalo         | 5–1      | Providence       |
| 14 novembre 1942  | Cleveland       | 4–6      | Providence       |
| 14 novembre 1942  | Hershey         | 2–1      | Indianapolis     |
| 14 novembre 1942  | Washington      | 5–7      | Pittsburgh       |
| 15 novembre 1942  | Providence      | 9–5      | Washington       |
| 15 novembre 1942  | New Haven       | 2–4      | Buffalo          |
| 15 novembre 1942  | Indianapolis    | 1–1 (P)  | Hershey          |
| 17 novembre 1942  | Cleveland       | 4–5      | Hershey          |
| 18 novembre 1942  | New Haven       | 4–7 (P)  | Providence       |
| 18 novembre 1942  | Washington      | 3–4      | Hershey          |
| 19 novembre 1942  | Indianapolis    | 1–3      | Buffalo          |
| 19 novembre 1942  | Providence      | 6–0      | New Haven        |
| 21 novembre 1942  | Washington      | 4–3      | Buffalo          |
| 21 novembre 1942  | Hershey         | 7–6      | Providence       |
| 21 novembre 1942  | Cleveland       | 7–5      | Pittsburgh       |
| 22 novembre 1942  | Buffalo         | 1–4      | Pittsburgh       |
| 22 novembre 1942  | Indianapolis    | 8–5      | Washington       |
| 22 novembre 1942  | New Haven       | 2–3      | Hershey          |
| 22 novembre 1942  | Providence      | 2–1      | Cleveland        |
| 24 novembre 1942  | Indianapolis    | 2–3      | New Haven        |
| 26 novembre 1942  | Providence      | 5–3      | Buffalo          |
| 26 novembre 1942  | Pittsburgh      | 5–2      | Washington       |
| 26 novembre 1942  | Hershey         | 4–1      | Cleveland        |
| 28 novembre 1942  | Hershey         | 3–3 (P)  | Buffalo          |
| 28 novembre 1942  | Pittsburgh      | 5–4      | New Haven        |
| 28 novembre 1942  | Washington      | 3–3      | Cleveland        |
| 29 novembre 1942  | Providence      | 3–4      | Hershey          |
| 29 novembre 1942  | Cleveland       | 2–3      | New Haven        |
| 29 novembre 1942  | Buffalo         | 5–0      | Washington       |
| 2 décembre 1942   | Hershey         | 5–4      | Providence       |
| 2 décembre 1942   | Pittsburgh      | 4–1      | Cleveland        |
| 3 décembre 1942   | Buffalo         | 3–4 (P)  | Indianapolis     |
| 3 décembre 1942   | Cleveland       | 5–5 (P)  | Washington       |
| 5 décembre 1942   | Washington      | 4–3      | Providence       |
| 5 décembre 1942   | Pittsburgh      | 3–2      | Buffalo          |
| 5 décembre 1942   | Hershey         | 2–2 (P)  | New Haven        |
| 5 décembre 1942   | Cleveland       | 3–2      | Indianapolis     |
| 6 décembre 1942   | Buffalo         | 5–0      | New Haven        |
| 6 décembre 1942   | Providence      | 5–3      | Indianapolis     |
| 9 décembre 1942   | Washington      | 4–3      | Pittsburgh       |
| 9 décembre 1942   | New Haven       | 2–4      | Indianapolis     |
| 9 décembre 1942   | Hershey         | 7–2      | Cleveland        |
| 10 décembre 1942  | Buffalo         | 2–3 (P)  | Providence       |
| 12 décembre 1942  | Cleveland       | 3–6      | Hershey          |
| 12 décembre 1942  | Pittsburgh      | 4–5      | Providence       |
| 12 décembre 1942  | Washington      | 4–8      | Indianapolis     |
| 13 décembre 1942  | Providence      | 0–3      | Washington       |
| 13 décembre 1942  | New Haven       | 9–2      | Cleveland        |
| 13 décembre 1942  | Indianapolis    | 7–2      | Pittsburgh       |
| 13 décembre 1942  | Buffalo         | 3–3 (P)  | Hershey          |
| 15 décembre 1942  | Washington      | 1–1      | Cleveland        |
| 16 décembre 1942  | Pittsburgh      | 2–6      | Cleveland        |
| 17 décembre 1942  | Providence      | 3–2      | New Haven        |
| 19 décembre 1942  | Washington      | 3–3 (P)  | New Haven        |
| 19 décembre 1942  | Pittsburgh      | 4–2      | Hershey          |
| 19 décembre 1942  | Cleveland       | 2–1      | Buffalo          |
| 20 décembre 1942  | Buffalo         | 6–3      | Washington       |
| 20 décembre 1942  | Indianapolis    | 1–3      | Hershey          |
| 20 décembre 1942  | New Haven       | 2–6      | Pittsburgh       |
| 21 décembre 1942  | Providence      | 5–4      | Cleveland        |
| 22 décembre 1942  | Hershey         | 4–5      | Pittsburgh       |
| 25 décembre 1942  | Providence      | 3–4      | Pittsburgh       |
| 25 décembre 1942  | Indianapolis    | 2–1      | Buffalo          |
| 26 décembre 1942  | Cleveland       | 6–4      | Indianapolis     |
| 26 décembre 1942  | Hershey         | 1–1 (P)  | New Haven        |
| 26 décembre 1942  | Pittsburgh      | 0–0      | Buffalo          |
| 26 décembre 1942  | Washington      | 1–4      | Providence       |
| 27 décembre 1942  | Providence      | 7–3      | Washington       |
| 27 décembre 1942  | New Haven       | 3–6      | Hershey          |
| 27 décembre 1942  | Indianapolis    | 1–1 (P)  | Pittsburgh       |
| 27 décembre 1942  | Buffalo         | 4–2      | Cleveland        |
| 30 décembre 1942  | New Haven       | 2–7      | Buffalo          |
| 30 décembre 1942  | Pittsburgh      | 3–2      | Providence       |
| 30 décembre 1942  | Washington      | 4–6      | Hershey          |
| 31 décembre 1942  | Indianapolis    | 7–2      | Providence       |
| 31 décembre 1942  | Hershey         | 2–2      | Washington       |
| 31 décembre 1942  | Cleveland       | 5–1      | Pittsburgh       |
| 31 décembre 1942  | Buffalo         | 1–3      | New Haven        |
| 2 janvier 1943    | Washington      | 2–3      | New Haven        |
| 2 janvier 1943    | Pittsburgh      | 2–5      | Indianapolis     |
| 2 janvier 1943    | Hershey         | 3–2      | Buffalo          |
| 2 janvier 1943    | Cleveland       | 4–2      | Providence       |
| 3 janvier 1943    | Providence      | 3–3 (P)  | Hershey          |
| 3 janvier 1943    | New Haven       | 3–2      | Washington       |
| 3 janvier 1943    | Indianapolis    | 7–6 (P)  | Cleveland        |
| 3 janvier 1943    | Buffalo         | 3–2      | Pittsburgh       |
| 6 janvier 1943    | Pittsburgh      | 5–4      | New Haven        |
| 6 janvier 1943    | Washington      | 5–2      | Cleveland        |
| 7 janvier 1943    | Indianapolis    | 2–1      | New Haven        |
| 9 janvier 1943    | Washington      | 2–3      | Buffalo          |
| 9 janvier 1943    | Pittsburgh      | 4–5      | Providence       |
| 9 janvier 1943    | Hershey         | 6–3      | Indianapolis     |
| 9 janvier 1943    | Cleveland       | 3–2      | New Haven        |
| 10 janvier 1943   | Buffalo         | 3–1      | Hershey          |
| 10 janvier 1943   | Indianapolis    | 7–5      | Providence       |
| 10 janvier 1943   | New Haven       | 1–5      | Cleveland        |
| 13 janvier 1943   | Indianapolis    | 0–1      | Buffalo          |
| 13 janvier 1943   | Pittsburgh      | 3–4 (P)  | Hershey          |
| 14 janvier 1943   | Washington      | 3–4      | Indianapolis     |
| 14 janvier 1943   | Buffalo         | 7–0      | Providence       |
| 16 janvier 1943   | Cleveland       | 3–3      | Providence       |
| 16 janvier 1943   | Hershey         | 4–4 (P)  | Buffalo          |
| 16 janvier 1943   | Pittsburgh      | 4–0      | Indianapolis     |
| 16 janvier 1943   | Washington      | 2–3      | New Haven        |
| 17 janvier 1943   | New Haven       | 9–4      | Providence       |
| 17 janvier 1943   | Buffalo         | 4–0      | Indianapolis     |
| 20 janvier 1943   | Hershey         | 2–3      | Pittsburgh       |
| 20 janvier 1943   | Providence      | 5–6 (P)  | Indianapolis     |
| 23 janvier 1943   | Cleveland       | 1–1      | Buffalo          |
| 23 janvier 1943   | Hershey         | 7–2      | Indianapolis     |
| 23 janvier 1943   | Pittsburgh      | 2–5      | Washington       |
| 24 janvier 1943   | Providence      | 7–4      | Cleveland        |
| 24 janvier 1943   | Indianapolis    | 2–3      | Washington       |
| 24 janvier 1943   | Buffalo         | 5–1      | Pittsburgh       |
| 26 janvier 1943   | Cleveland       | 9–2      | Washington       |
| 27 janvier 1943   | Pittsburgh      | 3–2      | Cleveland        |
| 28 janvier 1943   | Indianapolis    | 3–4      | Pittsburgh       |
| 30 janvier 1943   | Pittsburgh      | 2–1      | Buffalo          |
| 30 janvier 1943   | Hershey         | 6–3      | Washington       |
| 30 janvier 1943   | Cleveland       | 6–1      | Indianapolis     |
| 31 janvier 1943   | Indianapolis    | 2–6      | Cleveland        |
| 31 janvier 1943   | Providence      | 4–5      | Buffalo          |
| 3 février 1943    | Hershey         | 5–3      | Cleveland        |
| 3 février 1943    | Pittsburgh      | 2–6      | Indianapolis     |
| 4 février 1943    | Indianapolis    | 2–2 (P)  | Pittsburgh       |
| 4 février 1943    | Cleveland       | 3–9      | Hershey          |
| 4 février 1943    | Buffalo         | 2–0      | Providence       |
| 6 février 1943    | Cleveland       | 3–1      | Indianapolis     |
| 6 février 1943    | Pittsburgh      | 2–4      | Hershey          |
| 6 février 1943    | Washington      | 2–4      | Buffalo          |
| 7 février 1943    | Providence      | 3–0      | Cleveland        |
| 7 février 1943    | Indianapolis    | 4–5 (P)  | Hershey          |
| 7 février 1943    | Buffalo         | 2–2 (P)  | Washington       |
| 9 février 1943    | Hershey         | 6–0      | Cleveland        |
| 10 février 1943   | Cleveland       | 3–1      | Washington       |
| 11 février 1943   | Buffalo         | 4–5      | Pittsburgh       |
| 11 février 1943   | Indianapolis    | 3–2      | Cleveland        |
| 11 février 1943   | Providence      | 5–3      | Hershey          |
| 13 février 1943   | Pittsburgh      | 4–6      | Washington       |
| 13 février 1943   | Cleveland       | 6–1      | Hershey          |
| 14 février 1943   | Buffalo         | 1–2      | Hershey          |
| 14 février 1943   | Indianapolis    | 6–5      | Washington       |
| 14 février 1943   | Providence      | 7–2      | Pittsburgh       |
| 17 février 1943   | Pittsburgh      | 4–3      | Cleveland        |
| 17 février 1943   | Washington      | 2–10     | Hershey          |
| 18 février 1943   | Providence      | 4–3      | Indianapolis     |
| 18 février 1943   | Buffalo         | 9–2      | Washington       |
| 20 février 1943   | Hershey         | 2–6      | Indianapolis     |
| 20 février 1943   | Pittsburgh      | 6–2      | Buffalo          |
| 20 février 1943   | Washington      | 5–4      | Providence       |
| 21 février 1943   | Providence      | 5–3      | Washington       |
| 21 février 1943   | Cleveland       | 3–3 (P)  | Pittsburgh       |
| 21 février 1943   | Buffalo         | 2–4      | Indianapolis     |
| 23 février 1943   | Hershey         | 7–2      | Providence       |
| 23 février 1943   | Washington      | 5–5 (P)  | Pittsburgh       |
| 24 février 1943   | Cleveland       | 1–4      | Providence       |
| 24 février 1943   | Washington      | 4–7 (P)  | Indianapolis     |
| 27 février 1943   | Pittsburgh      | 4–2      | Providence       |
| 27 février 1943   | Hershey         | 2–5      | Buffalo          |
| 27 février 1943   | Cleveland       | 3–6      | Indianapolis     |
| 28 février 1943   | Buffalo         | 3–0      | Cleveland        |
| 28 février 1943   | Indianapolis    | 4–3      | Providence       |
| 28 février 1943   | Washington      | 7–11 (P) | Hershey          |
| 2 mars 1943       | Hershey         | 12–1     | Washington       |
| 3 mars 1943       | Washington      | 5–4      | Cleveland        |
| 3 mars 1943       | Pittsburgh      | 3–3      | Buffalo          |
| 4 mars 1943       | Indianapolis    | 8–0      | Pittsburgh       |
| 4 mars 1943       | Providence      | 4–6      | Buffalo          |
| 6 mars 1943       | Cleveland       | 3–6      | Hershey          |
| 6 mars 1943       | Pittsburgh      | 4–2      | Indianapolis     |
| 6 mars 1943       | Washington      | 7–3      | Buffalo          |
| 7 mars 1943       | Providence      | 5–2      | Hershey          |
| 7 mars 1943       | Indianapolis    | 4–3      | Cleveland        |
| 7 mars 1943       | Buffalo         | 8–3      | Washington       |
| 10 mars 1943      | Hershey         | 4–1      | Pittsburgh       |
| 10 mars 1943      | Washington      | 2–1      | Providence       |
| 11 mars 1943      | Indianapolis    | 2–1      | Buffalo          |
| 11 mars 1943      | Providence      | 7–5      | Washington       |
| 13 mars 1943      | Washington      | 5–7      | Pittsburgh       |
| 13 mars 1943      | Hershey         | 7–0      | Providence       |
| 13 mars 1943      | Cleveland       | 6–1      | Buffalo          |
| 14 mars 1943      | Buffalo         | 5–6      | Cleveland        |
| 14 mars 1943      | Indianapolis    | 8–6      | Hershey          |
| 14 mars 1943      | Providence      | 6–4      | Pittsburgh       |

### Classement des équipes
| Clt   | Équipe                  | PJ | V  | D  | N | BP  | BC  | Pts |
| ----- | ----------------------- | -- | -- | -- | - | --- | --- | --- |
| +001, | Bears de Hershey        | 56 | 35 | 13 | 8 | 240 | 166 | 78  |
| +002, | Bisons de Buffalo       | 56 | 28 | 21 | 7 | 189 | 143 | 63  |
| +003, | Capitals d'Indianapolis | 56 | 29 | 23 | 4 | 211 | 181 | 62  |
| +004, | Hornets de Pittsburgh   | 56 | 26 | 24 | 6 | 183 | 203 | 58  |
| +005, | Reds de Providence      | 56 | 27 | 27 | 2 | 211 | 216 | 56  |
| +006, | Barons de Cleveland     | 56 | 21 | 29 | 6 | 190 | 196 | 48  |
| +007, | Lions de Washington     | 56 | 14 | 34 | 8 | 184 | 272 | 36  |
| +008, | Eagles de New Haven     | 32 | 9  | 18 | 5 | 85  | 116 | 23  |

- En gras et en italique : qualifié directement pour les demi-finales
- En gras : qualifié pour le tour préliminaire

### Classements des meilleurs pointeurs
Wally Kilrea, joueur des Bears, inscrit 99 points au cours de la saison ; il devient le meilleur pointeur de l'histoire de la LAH sur une saison en battant les 77 points inscrits par Pete Kelly la saison précédente,.
| Joueur               | Équipe                  | PJ | B  | A  | Pts | Pun |
| -------------------- | ----------------------- | -- | -- | -- | --- | --- |
| Wally Kilrea         | Hershey                 | 56 | 31 | 68 | 99  | 8   |
| Adam Brown           | Indianapolis            | 55 | 34 | 51 | 85  | 47  |
| Harry Frost (en)     | Hershey                 | 56 | 43 | 40 | 83  | 6   |
| Les Cunningham       | Cleveland               | 55 | 35 | 47 | 82  | 24  |
| Norman Mann (en)     | Pittsburgh et Cleveland | 55 | 31 | 45 | 76  | 83  |
| Fred Hergerts (en)   | Hershey                 | 56 | 30 | 45 | 75  | 33  |
| Jim O'Neill (en)     | Washington et Hershey   | 55 | 19 | 50 | 69  | 52  |
| Bill Summerhill (en) | Buffalo                 | 56 | 41 | 27 | 68  | 64  |
| Ab DeMarco           | Providence              | 39 | 27 | 39 | 66  | 9   |
| Norm Locking         | Cleveland               | 56 | 26 | 40 | 66  | 14  |

## Séries éliminatoires

### Déroulement
Les six premières équipes de la LAH sont qualifiées pour les séries de la Coupe Calder. Les matchs des séries sont organisés ainsi :
- Les deux premières équipes, les Bears et les Bisons, s'affrontent au meilleur des sept matchs[Note 1], le vainqueur accède directement à la finale.
- La troisième et la quatrième équipe de la ligue s'affrontent au meilleur des trois matchs, la cinquième et la sixième font de même. Les vainqueurs s'affrontent au meilleur des trois matchs. Le gagnant accède à la finale.
- La finale se joue au meilleur des cinq matchs[7].

|  | Tour préliminaire | Tour préliminaire | Tour préliminaire | Tour préliminaire |              |              | Demi-finales | Demi-finales | Demi-finales | Demi-finales |  |  | Finale | Finale | Finale | Finale |
|  |                   |                   |                   |                   |              |              |              |              |              |              |  |  |        |        |        |        |
|  |                   |                   |                   |                   |              |              |              |              |              |              |  |  |        |        |        |        |
|  |                   |                   |                   |                   |              |              |              |              |              |              |  |  |        |        |        |        |
|  |                   |                   |                   |                   |              |              |              |              |              |              |  |  |        |        |        |        |
|  |                   |                   |                   |                   |              |              |              |              |              |              |  |  |        |        |        |        |
|  |                   |                   |                   |                   |              |              |              |              |              |              |  |  |        |        |        |        |
|  | Hershey           | Hershey           | 2                 | 2                 |              |              |              |              |              |              |  |  |        |        |        |        |
|  | Hershey           | Hershey           | 2                 | 2                 |              |              |              |              |              |              |  |  |        |        |        |        |
|  |                   |                   | Buffalo           | Buffalo           | 4            | 4            |              |              |              |              |  |  |        |        |        |        |
|  |                   |                   |                   |                   | 4            | 4            |              |              |              |              |  |  |        |        |        |        |
|  |                   |                   |                   |                   |              |              |              |              |              |              |  |  |        |        |        |        |
|  |                   |                   |                   |                   |              |              |              |              |              |              |  |  |        |        |        |        |
|  | Buffalo           | Buffalo           | 3                 | 3                 |              |              |              |              |              |              |  |  |        |        |        |        |
|  | Buffalo           | Buffalo           | 3                 | 3                 |              |              |              |              |              |              |  |  |        |        |        |        |
|  |                   |                   | Indianapolis      | Indianapolis      | 0            | 0            |              |              |              |              |  |  |        |        |        |        |
|  | Indianapolis      | Indianapolis      | Indianapolis      | Indianapolis      | 0            | 0            | 2            | 2            |              |              |  |  |        |        |        |        |
|  | Indianapolis      | Indianapolis      |                   |                   |              |              |              |              |              |              |  |  |        |        |        |        |
|  | Pittsburgh        | Pittsburgh        | 0                 | 0                 |              |              |              |              |              |              |  |  |        |        |        |        |
|  | Pittsburgh        | Pittsburgh        | 0                 | 0                 | Indianapolis | Indianapolis | 2            | 2            |              |              |  |  |        |        |        |        |
|  |                   |                   |                   |                   | Indianapolis | Indianapolis | 2            | 2            |              |              |  |  |        |        |        |        |
|  |                   |                   | Cleveland         | Cleveland         | 0            | 0            |              |              |              |              |  |  |        |        |        |        |
|  | Providence        | Providence        | Cleveland         | Cleveland         | 0            | 0            | 0            | 0            |              |              |  |  |        |        |        |        |
|  | Providence        | Providence        |                   |                   |              |              |              | 0            |              |              |  |  |        |        |        |        |
|  | Cleveland         | Cleveland         | 2                 | 2                 |              |              |              |              |              |              |  |  |        |        |        |        |
|  | Cleveland         | Cleveland         | 2                 | 2                 |              |              |              |              |              |              |  |  |        |        |        |        |
|  |                   |                   |                   |                   |              |              |              |              |              |              |  |  |        |        |        |        |

### Tour préliminaire

#### Indianapolis contre Pittsburgh
| 17 mars 1943 | Indianapolis | 5-4 | Pittsburgh |  |

| 22 mars 1943 | Pittsburgh | 3-5 (pr) | Indianapolis |  |

#### Providence contre Cleveland
| 16 mars 1943 | Cleveland | 3-0 | Providence |  |

| 18 mars 1943 | Providence | 2-4 (pr) | Cleveland |  |

### Demi-finales

#### Hershey contre Buffalo
| 17 mars 1943 | Hershey | 1-0 (pr) (0-0, 0-0, 0-0, 1-0) | Buffalo |  |

| Feuille de match | Feuille de match | Feuille de match | Feuille de match | Feuille de match |
| ---------------- | ---------------- | ---------------- | ---------------- | ---------------- |
|                  | 86 min 4 s       | 1-0              |                  |                  |
|                  |                  |                  |                  |                  |
|                  |                  |                  |                  |                  |
|                  |                  |                  |                  |                  |

| 20 mars 1943 | Hershey | 2-5 | Buffalo |  |

| 21 mars 1943 | Buffalo | 2-4 | Hershey |  |

| 24 mars 1943 | Buffalo | 0-10 | Hershey |  |

| 27 mars 1943 | Hershey | 5-2 | Buffalo |  |

| 28 mars 1943 | Buffalo | 2-1 | Hershey |  |

#### Indianapolis contre Cleveland
| 24 mars 1943 | Indianapolis | 4-1 | Cleveland |  |

| 27 mars 1943 | Cleveland | 2-3 (pr) | Indianapolis |  |

### Finale
| 31 mars 1943 | Buffalo | 3-1 | Indianapolis |  |

| 3 avril 1943 | Buffalo | 5-2 | Indianapolis |  |

| Feuille de match | Feuille de match | Feuille de match | Feuille de match | Feuille de match |
| ---------------- | ---------------- | ---------------- | ---------------- | ---------------- |
|                  |                  |                  |                  |                  |
|                  | Gardiens         | pénalités2 =     |                  |                  |
|                  |                  |                  |                  |                  |
|                  |                  |                  |                  |                  |

| 4 avril 1943 | Indianapolis | 2-6 | Buffalo |  |

### Effectif champion
L'effectif champion de la Coupe Calder est le suivant, :
- Gardien de but : Gordie Bell ;
- Défenseurs : Keith Allen, Bill Allum, Frank Beisler ;
- Attaquants : Max Bennett, Robert Blake, Art Chapman, Fernand Gauthier, Fred Hunt, Max Kaminsky, Lloyd Klein, Ross Knipfel, Doug Lewis, Leo Richard, Maurice Rimstad, Carl Smith, Bill Summerhill ;
- Entraîneur : Eddie Shore.

## Récompenses

### Trophées collectifs
| Trophée F.-G.-« Teddy »-Oke : Champions de la division Ouest | Bisons de Buffalo |
| Coupe Calder : Vainqueurs de la finale                       | Bisons de Buffalo |

### Équipes d'étoiles
| Position       | Joueur         | Équipe       |
| -------------- | -------------- | ------------ |
| Gardien de but | Gordie Bell    | Buffalo      |
| Défenseur      | Frank Beisler  | Buffalo      |
| Défenseur      | Roger Jenkins  | Hershey      |
| Ailier gauche  | Adam Brown     | Indianapolis |
| Centre         | Wally Kilrea   | Hershey      |
| Ailier droit   | Harry Frost    | Hershey      |
| Entraîneur     | Cooney Weiland | Hershey      |

| Position       | Joueur          | Équipe     |
| -------------- | --------------- | ---------- |
| Gardien de but | Mike Karakas    | Providence |
| Défenseur      | Bill MacKenzie  | Cleveland  |
| Défenseur      | Hank Lauzon     | Hershey    |
| Ailier gauche  | Norm Locking    | Cleveland  |
| Centre         | Les Cunningham  | Cleveland  |
| Ailier droit   | Bill Summerhill | Buffalo    |
| Entraîneur     | Bun Cook        | Providence |